# Ebonee Davis
Pour les articles homonymes, voir Davis.
Eboni Davis, dite Ebonee Davis, est une mannequin et militante américaine, née le 16 novembre 1992 à Seattle.
Elle milite activement contre le racisme, dans l'industrie de la mode et au-delà.

## Biographie
Ebonee Davis étudie d'abord à l'université de Washington, où elle assiste à un cours d'éthique qui renforce son intérêt pour les questions sociales et éthiques. Toutefois, sa volonté de devenir mannequin l'incite à s'inscrire dans une agence puis à quitter Seattle pour s'installer à New York.
En 2012, elle accède à la notoriété en participant à la dix-huitième saison de l'émission Top Model USA (America's Next Top Model), qu'elle termine à la cinquième place.
Fin 2015, elle décide de continuer sa carrière de mannequin avec sa chevelure naturelle pour affirmer son identité et lutter symboliquement contre le racisme. À cause des réactions concernant ce choix, elle décide de changer d'agence et signe pour The Lions (en). Elle commence à travailler pour de grandes marques qui n'avaient jusqu'alors pas fait appel à elle, comme Calvin Klein et Victoria's Secret. Devenant la nouvelle égérie de Calvin Klein, elle apparaît ainsi avec une coupe naturelle dans une campagne de la marque qui fait beaucoup parler d'elle,.
En juillet 2016, elle publie une lettre ouverte dans le magazine Harper's Bazaar, dénonçant le racisme dans la mode et dans son pays en général. Elle met en parallèle société de consommation et violences policières : « C'est le même racisme qui place les produits de beauté pour cheveux noirs dans leur propre section des supermarchés et qui fait qu'un homme noir a plus de chance de finir mort qu'un autre après une rencontre avec la police ».
En février 2017, à l'université du Nevada, elle donne une conférence TED sur le racisme dans l'industrie de la mode,.
En 2018, elle voyage au Ghana où elle assiste aux commémorations du 400e anniversaire du plus ancien convoi d'esclaves connu à destination de Point Comfort. Elle-même descendante d'esclaves, elle crée ensuite Daughter, une organisation à but non lucratif dont l'objectif est de permettre à des enfants de la diaspora africaine de voyager en Afrique pour découvrir le continent de leurs origines. Les six premiers bénéficient de cette initiative en août 2019.
Elle a posé aussi à plusieurs reprises dans Sports Illustrated, pour des publicités pour Adidas et pour Fendi, ou encore pour le photographe Terry Richardson.

### Sources primaires
1. ↑  (en) Ebonee Davis, « Calvin Klein Model Pens Rare and Honest Open Letter to Fashion Industry », sur harpersbazaar.com, 11 juillet 2016.
2. ↑  [vidéo] (en) « Black girl magic in the fashion industry | Ebonee Davis | TEDxUniversityofNevada », sur youtube.com/, TEDx Talks, 15 février 2017.